# Euphrasia imbricans
Euphrasia imbricans är en snyltrotsväxtart som beskrevs av N.S. Vodop'yanova. Euphrasia imbricans ingår i släktet ögontröster, och familjen snyltrotsväxter. Inga underarter finns listade i Catalogue of Life.